# Germolles-sur-Grosne
Germolles-sur-Grosne är en kommun i departementet Saône-et-Loire i regionen Bourgogne-Franche-Comté i östra Frankrike. Kommunen ligger i kantonen Tramayes som tillhör arrondissementet Mâcon. År 2022 hade Germolles-sur-Grosne 130 invånare.

## Befolkningsutveckling
Antalet invånare i kommunen Germolles-sur-Grosne
| Referens: INSEE |